# Etihad Stadium
Het Etihad Stadium (ook wel bekend als City of Manchester Stadium, COMS, Eastlands, The Blue Camp en Sportcity) is het stadion van de Engelse voetbalclub Manchester City uit Manchester. Het stadion, dat alleen zitplaatsen kent, heeft een capaciteit van 55.000 plaatsen en heeft drie ringen rondom het veld. De bouw ervan, voor de Gemenebestspelen van 2002, heeft 90 miljoen pond gekost. In de zomer van 2015 is er een derde ring bijgebouwd. De naam van het stadion is, evenals die van de sponsorende luchtvaartmaatschappij uit de Verenigde Arabische Emiraten,  afgeleid van het Arabische woord voor "unie" (اتحاد ʾIttiḥād).
De gemeenteraad van Manchester verhuurt het stadion de komende 250 jaar aan Manchester City, in ruil voor hun oude stadion, Maine Road. Ook is afgesproken dat de club 50% van de opbrengst van de kaartverkoop voor 34.000 plaatsen (de capaciteit van Maine Road) aan de gemeente geeft.

## Geschiedenis
Toen het stadion werd gebouwd voor de Gemenebestspelen had het een capaciteit van 38.000 plaatsen. Er was één ring die rond de atletiekbaan liep, twee ringen op de twee hoofdtribunes en een derde, tijdelijke ring op een van de tribunes. Voordat City erin trok werd eerst de atletiekbaan verwijderd, om plaats te maken voor de huidige onderste ring. Dit zware werk nam een jaar in beslag en zorgde voor een capaciteitsuitbreiding van 12.000 plaatsen. Net voor het seizoen 2003/04 was de klus gereed en kon Manchester City het stadion gebruiken. Het kostte 35 miljoen pond om het stadion om te bouwen, kosten die geheel door de club werden betaald.
Het stadion kent het grootste veld in het Engelse voetbal, en de kaartjes worden elektronisch gecheckt, in plaats van door controleurs. Dit betekent dat er elke minuut 1200 mensen het stadion binnen kunnen gaan.
Het Etihad Stadium werd het 50e stadion waar Engeland een interland speelde; op 1 juni 2004 tegen Japan.
Het stadion is ook gebouwd om concerten en optredens in te houden, en is een van de grootste concertfaciliteiten in Engeland. Er kunnen bij een concert 60.000 mensen in, en in 2004 werd het eerste concert gehouden, van de Red Hot Chili Peppers. In het stadion zijn ook 2 concerten van U2 en 3 van Oasis gehouden. In de zomer van 2006 was het de gastheer van concerten van Bon Jovi en Take That. Op 9 juni 2012 speelde de Britse band Coldplay in het stadion. 30 mei, 31 mei en 1 juni 2014 speelde One Direction met de Where We Are tour.

## Details

### Records
Recordaantal toeschouwers: 55.123 tegen Chelsea FC, 6 september 2017 (Premier League).

### Gemiddeld toeschouwersaantal
- 2003-04-55.000
- 2018-01-56.000

### UEFA Cup
In 2008 was het City of Manchester Stadium gastheer van de finale van de UEFA Cup 2007/08 tussen Zenit St. Petersburg en Glasgow Rangers. Het duel werd met 2-0 gewonnen door Zenit St. Petersburg. De doelpuntenmakers waren Igor Denisov en Konstantin Zyrjanov.